# El refugio (Reinos Olvidados)
El refugio es el tercer libro de la saga El elfo oscuro, del escritor R. A. Salvatore. El personaje principal, Drizzt Do'Urden acaba de salir al mundo de la superficie y comienza a aprender, y a sufrir, las costumbres de sus nuevos vecinos.

## Resumen
Drizzt acaba de llegar a la superficie y comienza a observar durante meses a una población cercana de granjeros humanos pero sin llegar a mantener contacto. La naturaleza malvada de la raza drow hizo que una pareja de barjes acusaran, con pruebas falsas, del asesinato de una familia de granjeros, para así encubrir los asesinatos que cometían los barjes. El drow advirtió estos hechos e irrumpió en la cueva de los goblinoides para, con ayuda de Guenhwyvar, derrotar a Ulgulu y Kempfama y herir de gravedad a un Trasgo llamado Themphanis. El asesinato de la familia hizo movilizar a la comunidad humana que contrataron los servicios de un grupo de exploradores para acabar con el drow. Pero las acciones de Drizzt revelaron al grupo la peculiar naturaleza del elfo, y estos cesaron en la búsqueda. Drizzt continuó su camino hacia el norte hasta llegar a un valle, dentro de los dominios de un vigilante humano llamado Montolio DeBrouchee. Una vez el vigilante hubo observado los movimientos del drow, aprovechó para ayudarlo en una lucha contra la población orca del lugar, que era bastante importante. Después de la lucha Montolio le ofreció cobijo a Drizzt, lo que motivó una sincera amistad maestro alumno, de la cual este último aprendió el idioma común y los principios de la vida como vigilante.

## Personajes
Los principales protagonistas de esta novela son:
- Drizzt Do'Urden.
- Guenhwyvar.
- Ulgulu.
- Kempfana.
- Temphanis.
- Paloma Garra de Halcón.